# Pirusten
Die Pirusten (lat. Pirustae, griech. Πειροῦσται oder Πυρισσαῖοι) waren ein illyrischer Stamm. Ihr Siedlungsgebiet lag im gebirgigen Binnenland Illyriens und erstreckte sich ungefähr vom Drin im Süden bis zur Tara und Drina im Norden, umfasste also Gebiete im Norden des heutigen Albanien, im Inneren Montenegros und im Südosten Bosniens. Ihnen benachbart lebten die Labeaten, Dassareten, Penester, Taulantier und Parthiner. Eine exakte Abgrenzung des Territoriums der Pirusten ist aufgrund der spärlichen schriftlichen Quellen und archäologischen Befunde nicht möglich. Ein bei Pljevlja ausgegrabenes municipium unbekannten Namens wird von einigen Archäologen als Zentralort der Pirusten in der römischen Kaiserzeit angesehen.
Die Pirusten werden von Strabon, Caesar und Livius jeweils nur kurz in ihren Werken erwähnt. Alle diese Nachrichten betreffen die Zeit, als der illyrische Stamm schon unter dem Einfluss der Römer stand. Um 170 v. Chr. waren die Pirusten mit Rom gegen König Genthios, den Herrscher der Labeaten, verbündet. Zum Dank für ihre Unterstützung wurden sie 167 von Lucius Anicius Gallus unter die freien illyrischen Nationen eingereiht, die keinen Tribut an das Römische Reich entrichten mussten und sich selbst verwalten durften.
Reichlich 100 Jahre später, nämlich 54 v. Chr. fielen die Pirusten in das Gebiet der Dassareten und anderer illyrischer Stämme ein, die zu diesem Zeitpunkt zur von Gaius Iulius Caesar verwalteten Provinz Illyricum gehörten. Caesar ließ Truppen ausheben und nötigte die Pirusten zum Frieden. Sie mussten Geiseln stellen und Schadenersatz leisten. Wiederum 50 Jahre später beteiligten sich die Pirusten an dem allgemeinen illyrischen Aufstand gegen Rom. Sie waren 9 n. Chr. der letzte Stamm, welcher sich dem Tiberius unterwarf. Nach der Niederwerfung des Aufstands wurde Illyricum in die Provinzen Pannonia und Dalmatia aufgeteilt, zu letzterer gehörte seitdem auch das Gebiet der Pirusten.
Nach der Eroberung Dakiens (106 n. Chr.) wurden Pirusten, unter denen es viele erfahrene Bergleute gab, in den Karpathen angesiedelt, wo sie im Goldbergbau tätig waren. Die im Westen Dakiens gelegene Bergbausiedlung Alburnus Maior hatte ein pirustisches Viertel (vicus Pirustarum). Der Ort ist unter Archäologen und Althistorikern bekannt, weil in einem der Bergwerke seltene Wachstafeln mit Rechtstexten, die das römische Alltagsleben betrafen, gefunden worden sind.
Einige Artefakte aus der Nekropole von Komini, die den Pirusten zugeschrieben wird, bewahrt das Heimatmuseum von Pljevlja in Montenegro auf.